# Berggeelsnavelijsvogel
De berggeelsnavelijsvogel (Syma megarhyncha) is een vogel uit de familie Alcedinidae (ijsvogels).

## Verspreiding en leefgebied
Deze soort is endemisch in Nieuw-Guinea en telt twee ondersoorten:
- S. m. sellamontis: Huonschiereiland (noordoostelijk Nieuw-Guinea).
- S. m. megarhyncha: van westelijk tot zuidoostelijk Nieuw-Guinea.